# Robert L. Millis
Robert Lowell Millis, né en 1941, est un astronome américain.

## Biographie
Il a travaillé à l'observatoire Lowell de 1965 à 2009, assurant entre autres le rôle de directeur les vingt dernières années.
Grâce à ses études sur les occultations stellaires par les corps du système solaire, il a identifié les anneaux d'Uranus et vérifié la présence d'une atmosphère autour de Mars et d'Uranus.
Le Centre des planètes mineures lui attribue la découverte de six astéroïdes, faite entre 1999 et 2002, dont une en collaboration avec Marc William Buie.
L'astéroïde (2659) Millis lui a été dédié,.
| (38084) 1999 HB12   | 19 avril 1999   |
| (92891) Bless       | 26 août 2000    |
| (103740) Budinger   | 6 février 2000  |
| (127545) Crisman    | 4 décembre 2002 |
| (132792) Scottsmith | 10 août 2002    |
| (153078) Giovale    | 26 août 2000    |